# Batalha de Nixapur
A batalha de Nixapur foi travada em 652 entre as forças rebeldes da Casa de Carano e o general árabe Abedalá ibne Amir com seu aliado Canara da família Canaranguiã. Após uma série de saques nas proximidades da cidade, os rebeldes solicitaram a paz e, ao entrar na cidade, o exército árabe saqueou-a. Na rescaldo, Nixapur retornou para os domínio de Canara.

## Antecedentes
Em 651, Isdigerdes III (r. 632–651) foi assassinado por Mahoe Suri, o marzobã de Merve. Em seguida, o Tabaristão foi invadido pelas tropas árabes muçulmanas e Farruquezade, governante local e ex-ministro de Isdigerdes, consegue repeli-los com ajuda de Gil Gavbara e fazer trato com eles. Os árabes sob Abedalá ibne Amir então invadem o Coração, e fazem um trato com o canaranges de Tus, Canara. No acordo, decidiu-se que ele manteria seus domínios em troca de pagar tributo aos árabes.
Nesse meio tempo, de modo a fortalecer a enfraquecida família carânida, e reclamar os territórios carânidas perdidos, Burzim Xá, junto com outro carânida chamado Sauar Carano, fez resistência aos árabes em Nixapur e tentou reclamar o território da família Canaranguiã. Com a promessa de readquirir os domínios de sua família, Canara concordou em ajudar Abedalá em capturar Nixapur dos rebeldes.

## Batalha
Ambos começaram a pilhar as áreas próximas de Nixapur, e lutaram pesadamente para capturar a cidade. Sauar então tentou fazer a paz com Abedalá, dizendo-lhe que abriria os portões caso fosse perdoado. O general concordou, porém quando os portões foram abertos, ele entrou com seu exército, e começou a pilhar a cidade, matando muitos cidadãos. A pilhagem continuou até Canara pedir para que parasse: "Ó emir, uma vez que foi vitorioso e triunfante, perdão é uma virtude superior que vingança e retribuição". Abedalá então fez o que o último disse e restaurou a cidade para os domínios de Canara.